# Петрівка (Генічеський район)
Петрі́вка (в минулому — Мустопей або Мостополь) — село в Україні, у Генічеській міській громаді Генічеського району Херсонської області. Колишній центр Петрівської волості Мелітопольського повіту Таврійської губернії.
Село тимчасово окуповане російськими військами 24 лютого 2022 року.
Населення становить 2030 осіб.

## Історія
Станом на 1886 рік у селі мешкало 2236 осіб, налічувалось 387 дворів, існували молитовний будинок, 2 школи, 3 лавки, відбувалось 2 ярмарки на рік: 1 вересня та 1 березня.
05 лютого 1965 Указом Президії Верховної Ради Української РСР передано Петрівську сільраду Іванівського району до складу Генічеського району.
12 червня 2020 року, відповідно до Розпорядження Кабінету Міністрів України № 726-р «Про визначення адміністративних центрів та затвердження територій територіальних громад Херсонської області», увійшло до складу Генічеської міської громади.
17 липня 2020 року, в результаті адміністративно-територіальної реформи та ліквідації  колишнього Генічеського району увійшло до складу новоутвореного Генічеського району.

## Населення

### Мова
Розподіл населення за рідною мовою за даними перепису 2001 року:
| Мова            | Кількість | Відсоток |
| --------------- | --------- | -------- |
| російська       | 1398      | 68.87%   |
| українська      | 590       | 29.06%   |
| румунська       | 17        | 0.84%    |
| білоруська      | 13        | 0.64%    |
| вірменська      | 10        | 0.49%    |
| інші/не вказали | 2         | 0.10%    |
| Усього          | 2030      | 100%     |